# Jess Margera
Jesse Phillip Margera (West Chester (Pennsylvania), 28 augustus 1978) is een Amerikaanse drummer van de band CKY.

## Biografie
Jesse Phillip Margera geboren in West Chester, (Pennsylvania) is beter bekend als de broer van Jackass acteur Bam Margera, en kind van Phil Margera en April Margera. Jesse is lid van de band CKY, waar hij de drummer van is.
- International Standard Name Identifier: 0000 0000 5085 5024
- Library of Congress Control Number: no2008083422
- MusicBrainz: ae6719b2-0d08-4f9f-bf80-7ce1f52b7706
- Virtual International Authority File: 21955129
- WorldCat: E39PBJtGWPMFfXPtp9ff3rp3wC